# Esteban Chaves
Jhoan Esteban Chaves Rubio (* 17. ledna 1990) je kolumbijský profesionální silniční cyklista jezdící za UCI WorldTeam EF Education–EasyPost. Chaves je profesionálem od roku 2012, kdy podepsal kontrakt s týmem Colombia–Coldeportes po třech strávených letech v týmu Colombia es Pasión–Coldeportes jako amatér. Chaves se dvakrát umístil na pódiu na akcích Grand Tour a také je vítězem monumentu.

## Kariéra

### Začátek kariéry

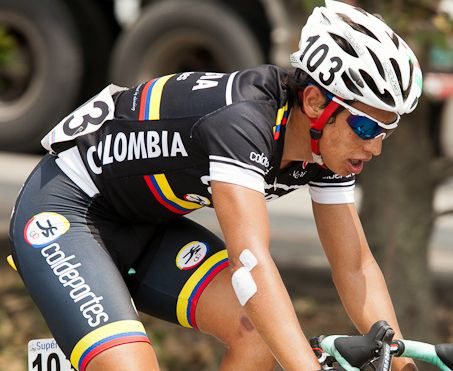
Chaves v dresu týmu Colombia–Coldeportes v roce 2012.

Chaves se jako amatér stal vítězem Tour de l'Avenir 2011, závodu, mezi jehož dřívější vítěze patřili i budoucí vítězové Tour de France. Chaves byl součástí úniku v první etapě, díky čemuž se stal lídrem vrchařské soutěže. Vedení se po 2. etapě musel vzdát ve prospěch Garikoitze Braca, ale po 3. etapě si je vzal zpět. Bravo se stal lídrem vrchařské soutěže po 4. etapě a náskok si udržel až do cíle, zatímco Chaves se posunul do boje o celkové vítězství díky několika umístěním v top desítkách etap a před poslední etapou ztrácel na lídra závodu Davida Boilyho 7 sekund. Chaves se v závěrečné etapě dostal do čtyřčlenného úniku, který vznikl po předposledním stoupání, a ačkoliv byl před cílovou páskou poražen Warrenem Barguilem a Mattiem Cattaneem, 24sekundový náskok na peloton mu stačil k celkovému vítězství o 17 sekund.

### Colombia–Coldeportes (2012–2013)
Chaves se stal profesionálem v roce 2012 poté, co podepsal kontrakt s nově vzniklým týmem Colombia–Coldeportes, vzhledem k tomu, že se jeho předchozí tým Colombia es Pasión–Café de Colombia vrátil na národní úroveň. Chaves se zúčastnil Tirrena–Adriatica, ale odstoupil ze závodu v předposlední etapě. Poté, co dokončil závod Vuelta a Colombia na 18. místě, se navrátil do Evropy kvůli jednodennímu závodu v Baskicku, Prueba Villafranca de Ordizia. Tam zaútočil 10 km před cílem, ale byl dojet Gorkou Izagirrem z týmu Euskaltel–Euskadi. Ten ho následně porazil ve sprintu v cíli. Svou skvělou formu si udržel i na etapovém závodu Vuelta a Burgos, kde vyhrál poslední etapu. V ní zaútočili na posledním stoupání dne týmoví kolegové z Teamu Sky Rigoberto Urán a Sergio Henao. Jediný, kdo stačil jejich tempu, byl právě Chaves; ten je v závěrečném sprintu o vítězství porazil, vyhrál etapu a celý závod dokončil na 3. místě celkově. Následující víkend získal Chaves další vítězství na Gran Premio Città di Camaiore v Itálii z pětičlenné skupiny, kterou zformoval s úřadujícím italským národním šampionem Francem Pellizottim z týmu Androni Giocattoli–Venezuela na stoupání Monte Pitoro.
Na závodu Trofeo Laigueglia 2013 utrpěl Chaves mnohá zranění. Lékař odhalil, že měl složitou zlomeninu pravé klíční kosti, několik zlomenin na levé skalní kosti, pravé lícní kosti, klínové kosti a mnoho dalších zranění.

### Orica–GreenEDGE (2014–2021)
Od sezóny 2014 začal Chaves jezdit za tým Orica–GreenEDGE.

#### Sezóna 2015

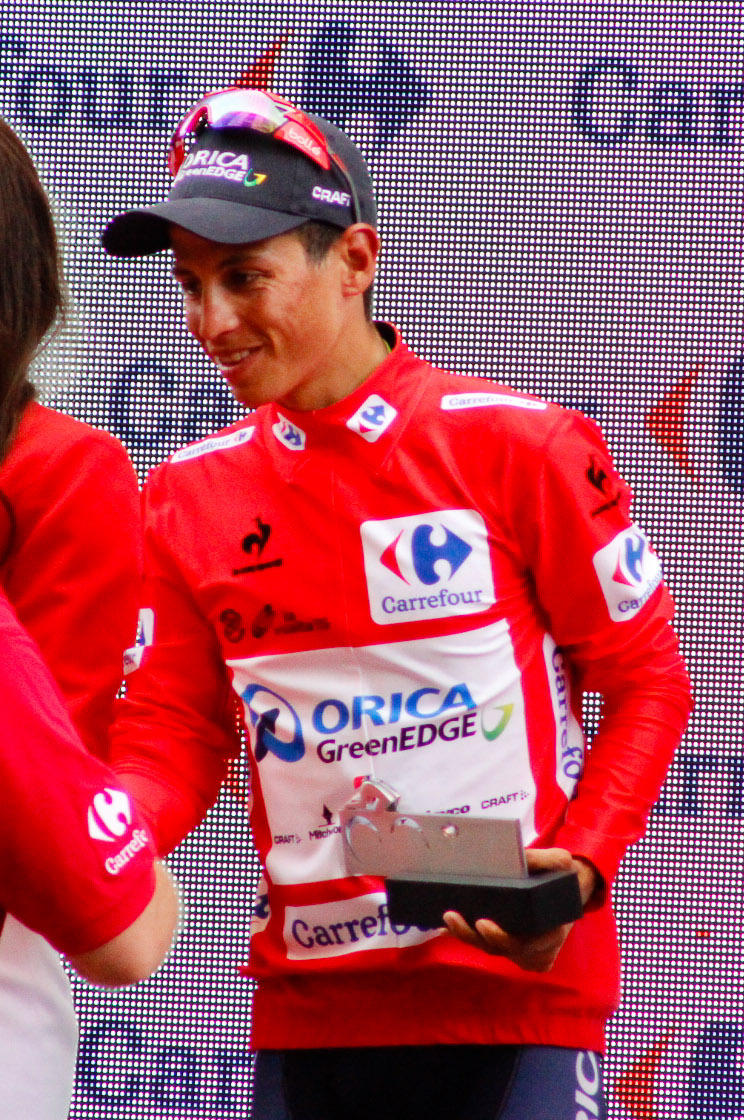
Chaves v červeném trikotu pro lídra celkového pořadí na Vueltě a España 2015.

Na Vueltě a España 2015 vyhrál Chaves 2. etapu ve sprintu proti Tomu Dumoulinovi (Team Giant–Alpecin) a Nicolasi Rochovi (Team Sky) na vrcholu stoupání třetí kategorie, Caminito del Rey. Díky tomu se stal lídrem celkového pořadí. O vedení přišel po 5. etapě, kdy ztratil 6 sekund na Dumoulina při rozkolu v pelotonu, ale hned v další etapě zaútočil 2 kilometry před cílem na stoupání Sierra de Cazorla a udržel si náskok 5 sekund na Dana Martina (Cannondale–Garmin) a Dumoulina, díky čemuž znovu vyhrál etapu a opět se stal lídrem celkového pořadí. Během Vuelty Chaves prodloužil kontrakt s týmem o další 3 roky. Nakonec dojel na celkovém 5. místě.

#### Sezóna 2016
V roce 2016 získal Chaves 2 pódiová umístění na Grand Tours, kdy dojel druhý celkově na Giru d'Italia, pouze za Vincenzem Nibalim, a třetí celkově na Vueltě a España. Tam zaostal za krajanem Nairem Quintanou a Chrisem Froomem. 1. října vyhrál Chaves jednodenní klasiku Il Lombardia, jeden z 5 cyklistických monumentů, čímž se stal historicky prvním kolumbijským vítězem monumentu. Jeho krajan Rigoberto Urán dokončil na třetím místě.

#### Sezóna 2017
V červenci 2017 byl jmenován na startovní listině Tour de France 2017. Závodem se protrápil na konečné 62. místo v celkovém pořadí se ztrátou téměř 2 a půl hodiny na vítěze Chrise Frooma. Později téhož roku se vrátil na Vueltu a España. V úvodních etapách ukazoval dobrou formu, ale v průběhu závodu se propadl na konečné 11. místo.

#### Sezóna 2018
Chaves zahájil svou sezónu v Austrálii na jednodenním závodu Cadel Evans Great Ocean Road Race. První etapový závod odjel také v Austrálii, a to Herald Sun Tour. Tam zaútočil v předposlední etapě na posledním stoupání dne, vyhrál etapu a získal vedení v celkovém pořadí. Svůj náskok si udržel i další den a získal tak celkové vítězství. Vrcholem sezóny bylo pro Chavese Giro d'Italia, kde vyhrál 6. etapu.

#### Sezóna 2021
Chaves svou sezónu zahájil na etapovém závodu Volta a Catalunya v březnu. Po útoku 7 km před cílem na stoupání Port Ainé získal vítězství ve 4. etapě, díky čemuž získal vedení ve vrchařské i bodovací soutěži. Své vedení si udržel v obou klasifikacích až do konce a zároveň si připsal 6. místo celkově, minutu a 4 sekundy za celkovým vítězem Adamem Yatesem.

## Hlavní výsledky
2006
Národní šampionát
2. místo silniční závod kadetů
2009
Vuelta a Cundinamarca
vítěz 1. etapy
2010
Circuito de Combita
5. místo celkově
2011
Tour de l'Avenir
 celkový vítěz
Clásica Club Deportivo Boyacá
vítěz 1. etapy
Circuito de Combita
3. místo celkově
2012
vítěz Gran Premio Città di Camaiore
Vuelta a Colombia
 vítěz soutěže mladých jezdců
2. místo Prueba Villafranca de Ordizia
Vuelta a Burgos
3. místo celkově
 vítěz soutěže mladých jezdců
vítěz 5. etapy
5. místo Memorial Marco Pantani
Mistrovství světa
6. místo silniční závod do 23 let
2014
Tour de Suisse
vítěz 8. etapy
Tour of Beijing
3. místo celkově
 vítěz soutěže mladých jezdců
Tour de Langkawi
4. místo celkově
Tour of California
7. místo celkově
vítěz 6. etapy
2015
Abú Dhabí Tour
 celkový vítěz
 vítěz soutěže mladých jezdců
vítěz 3. etapy
Giro d'Italia
vítěz 4. etapy (TTT)
lídr  po 4. etapě
Vuelta a España
5. místo celkově
vítěz etap 2 a 6
lídr  po etapách 2 – 4 a 6 – 8
lídr  po etapách 2 – 3 a 7 – 14
lídr  po 2. etapě
lídr  po etapách 2 – 8
8. místo Il Lombardia
2016
vítěz Il Lombardia
vítěz Giro dell'Emilia
Giro d'Italia
2. místo celkově
vítěz 14. etapy
lídr  po 19. etapě
Vuelta a España
3. místo celkově
9. místo UCI World Tour
2017
Tour Down Under
2. místo celkově
Herald Sun Tour
9. místo celkově
2018
Herald Sun Tour
 celkový vítěz
vítěz 3. etapy
Giro d'Italia
vítěz 6. etapy
lídr  po etapách 6 – 8
2019
Giro d'Italia
vítěz 19. etapy
Kolem Slovinska
6. místo celkově
2020
Vuelta a Burgos
4. místo celkově
Národní šampionát
5. místo časovka
Tour Colombia
7. místo celkově
2021
3. místo Grosser Preis des Kantons Aargau
Volta a Catalunya
6. místo celkově
 vítěz bodovací soutěže
 vítěz vrchařské soutěže
vítěz 4. etapy
8. místo Valonský šíp
Kolem Baskicka
9. místo celkově
Tour de Suisse
10. místo celkově
2022
Národní šampionát
2. místo časovka
3. místo silniční závod
2. místo Mont Ventoux Dénivelé Challenge
Critérium du Dauphiné
7. místo celkově
Kolem Norska
9. místo celkově

### Výsledky na etapových závodech
| Výsledky na Grand Tours        |                                        |                                        |                                        |                                        |                                        |                                        |                                        |                                        |                                        |                                        |                                        |                                        |      |
| Grand Tour                     | 2012                                   | 2013                                   | 2014                                   | 2015                                   | 2016                                   | 2017                                   | 2018                                   | 2019                                   | 2020                                   | 2021                                   | 2022                                   | 2023                                   | 2024 |
| Giro d'Italia                  | —                                      | —                                      | —                                      | 55                                     | 2                                      | —                                      | 72                                     | 40                                     | —                                      | —                                      | —                                      | —                                      | 35   |
| Tour de France                 | —                                      | —                                      | —                                      | —                                      | —                                      | 62                                     | —                                      | —                                      | 23                                     | 13                                     | —                                      | DNF                                    |      |
| Vuelta a España                | —                                      | —                                      | 41                                     | 5                                      | 3                                      | 11                                     | —                                      | 19                                     | 27                                     | —                                      | DNF                                    |                                        |      |
| Výsledky na etapových závodech |                                        |                                        |                                        |                                        |                                        |                                        |                                        |                                        |                                        |                                        |                                        |                                        |      |
| Závod                          | 2012                                   | 2013                                   | 2014                                   | 2015                                   | 2016                                   | 2017                                   | 2018                                   | 2019                                   | 2020                                   | 2021                                   | 2022                                   | 2023                                   | 2024 |
| Paříž–Nice                     | —                                      | —                                      | —                                      | —                                      | —                                      | —                                      | DNF                                    | 51                                     | —                                      | —                                      | —                                      | —                                      |      |
| Tirreno–Adriatico              | DNF                                    | —                                      | —                                      | —                                      | 30                                     | —                                      | —                                      | —                                      | —                                      | —                                      | —                                      | —                                      |      |
| Volta a Catalunya              | —                                      | —                                      | 46                                     | 13                                     | 48                                     | —                                      | DNF                                    | 34                                     | NS                                     | 6                                      | 44                                     | 11                                     |      |
| Kolem Baskicka                 | —                                      | —                                      | 101                                    | 21                                     | —                                      | —                                      | —                                      | —                                      | NS                                     | 9                                      | —                                      | 12                                     |      |
| Tour de Romandie               | Nikdy se nezúčastnil během své kariéry | Nikdy se nezúčastnil během své kariéry | Nikdy se nezúčastnil během své kariéry | Nikdy se nezúčastnil během své kariéry | Nikdy se nezúčastnil během své kariéry | Nikdy se nezúčastnil během své kariéry | Nikdy se nezúčastnil během své kariéry | Nikdy se nezúčastnil během své kariéry | Nikdy se nezúčastnil během své kariéry | Nikdy se nezúčastnil během své kariéry | Nikdy se nezúčastnil během své kariéry | Nikdy se nezúčastnil během své kariéry |      |
| Critérium du Dauphiné          | —                                      | —                                      | —                                      | —                                      | —                                      | 26                                     | —                                      | —                                      | —                                      | —                                      | 7                                      | 32                                     |      |
| Tour de Suisse                 | —                                      | —                                      | 16                                     | 14                                     | —                                      | —                                      | —                                      | —                                      | NS                                     | 10                                     | —                                      | —                                      |      |

### Výsledky na monumentech
| Monument               | 2012                                   | 2013                                   | 2014                                   | 2015                                   | 2016                                   | 2017                                   | 2018                                   | 2019                                   | 2020                                   | 2021                                   | 2022                                   |
| ---------------------- | -------------------------------------- | -------------------------------------- | -------------------------------------- | -------------------------------------- | -------------------------------------- | -------------------------------------- | -------------------------------------- | -------------------------------------- | -------------------------------------- | -------------------------------------- | -------------------------------------- |
| Milán – San Remo       | Nikdy se nezúčastnil během své kariéry | Nikdy se nezúčastnil během své kariéry | Nikdy se nezúčastnil během své kariéry | Nikdy se nezúčastnil během své kariéry | Nikdy se nezúčastnil během své kariéry | Nikdy se nezúčastnil během své kariéry | Nikdy se nezúčastnil během své kariéry | Nikdy se nezúčastnil během své kariéry | Nikdy se nezúčastnil během své kariéry | Nikdy se nezúčastnil během své kariéry | Nikdy se nezúčastnil během své kariéry |
| Kolem Flander          | Nikdy se nezúčastnil během své kariéry | Nikdy se nezúčastnil během své kariéry | Nikdy se nezúčastnil během své kariéry | Nikdy se nezúčastnil během své kariéry | Nikdy se nezúčastnil během své kariéry | Nikdy se nezúčastnil během své kariéry | Nikdy se nezúčastnil během své kariéry | Nikdy se nezúčastnil během své kariéry | Nikdy se nezúčastnil během své kariéry | Nikdy se nezúčastnil během své kariéry | Nikdy se nezúčastnil během své kariéry |
| Paříž–Roubaix          | Nikdy se nezúčastnil během své kariéry | Nikdy se nezúčastnil během své kariéry | Nikdy se nezúčastnil během své kariéry | Nikdy se nezúčastnil během své kariéry | Nikdy se nezúčastnil během své kariéry | Nikdy se nezúčastnil během své kariéry | Nikdy se nezúčastnil během své kariéry | Nikdy se nezúčastnil během své kariéry | Nikdy se nezúčastnil během své kariéry | Nikdy se nezúčastnil během své kariéry | Nikdy se nezúčastnil během své kariéry |
| Lutych–Bastogne–Lutych | —                                      | —                                      | —                                      | 68                                     | —                                      | —                                      | —                                      | —                                      | —                                      | 14                                     | —                                      |
| Giro di Lombardia      | DNF                                    | —                                      | —                                      | 8                                      | 1                                      | —                                      | —                                      | 70                                     | —                                      | —                                      |                                        |

| —   | Nezúčastnil se |
| JS  | Jede se        |
| DNF | Nedokončil     |